# David Gallego
David Gallego Rodríguez (Suria, Barcelona, 26 de enero de 1972) es un exfutbolista y entrenador de fútbol español. Ocupaba la posición de centrocampista. 

## Trayectoria
Comenzó su trayectoria como entrenador en el modesto Centro de Deportes Suria, y en 2013 se incorpora a la Ciudad Deportiva Dani Jarque para ser coordinador del fútbol base. Jordi Lardín apostó por el catalán, que en su etapa como futbolista militó en el Recreativo, el Córdoba o el Terrassa, y lo introdujo en un fútbol base en el que rápidamente escalaría posiciones de forma merecida. Después de varias temporadas notables con el juvenil A, en 2016 Gallego pasó al filial blanquiazul para entrenar en la Segunda División B durante la temporada 2016-2017.
En su etapa en el segundo equipo perico, vivió un descenso a Tercera División y a pesar de ser cuestionado tras la pérdida de categoría, Lardín apostó por mantener al de Suria en el cargo a pesar de las reticencias existentes dentro del club. 
En abril de 2018, Gallego se pone al frente del primer equipo durante unos meses en la campaña 2017-18. En aquella ocasión, como técnico interino en lugar de Quique Sánchez Flores, realizó una recta final de Liga para enmarcar con el Espanyol: 13 puntos sumados sobre 15 posibles, un periplo fugaz pero muy exitoso y que dejó un buen sabor de boca entre sus jugadores. Al acabar la temporada regresó a Segunda B con el filial españolista.
En junio de 2019 se hizo cargo del primer equipo blanquiazul en lugar de Joan Francesc Ferrer, Rubi, que finalmente se desvinculó del RCD Espanyol para firmar por el Real Betis Balompié. Sin embargo, fue destituido el 7 de octubre, tras solamente 4 meses en el cargo, a causa de los malos resultados.
Tras la finalización de la temporada 2019-2020 de Segunda División, el Sporting de Gijón decidió su contratación como entrenador del primer equipo, al que se incorporó con Carlos Castro Caputo de segundo entrenador. Bajo su dirección, el equipo asturiano finalizó 7º en el campeonato nacional, quedándose a 2 puntos de la promoción de ascenso. Sin embargo, no pudo mantener la misma dinámica en la temporada siguiente, y el 22 de febrero de 2022, Gallego dejó de ser el entrenador del Sporting de Gijón.
El 20 de noviembre de 2022, se convirtió en nuevo entrenador de la Sociedad Deportiva Ponferradina de la Segunda División de España, en sustitución de José Manuel Gomes. El 10 de abril de 2023, fue destituido tras dirigir 19 partidos al conjunto leonés con un balance de 3 victorias, 9 empates y 7 derrotas.
El 15 de junio de 2023, firmó por el Anorthosis Famagusta de la Primera División de Chipre. El 13 de marzo de 2024, se desvinculó del equipo chipriota debido a una mala racha de resultados. El 17 de mayo de 2024, ficha por el APOEL por una temporada, sin embargo fue despedido en agosto tras 5 partidos (4 de Clasificación a Champions League y uno de Clasificación a Europa League) con un balance de una victoria, 2 empates y 2 derrotas.

### Clubs como entrenador
| Club                   | País   | Año       |
| ---------------------- | ------ | --------- |
| R. C. D. Espanyol "B"  | España | 2016-2019 |
| R. C. D. Espanyol      | España | 2019      |
| Real Sporting de Gijón | España | 2020-2022 |
| S. D. Ponferradina     | España | 2022-2023 |
| Anorthosis Famagusta   | Chipre | 2023-2024 |
| APOEL                  | Chipre | 2024      |